# Leichtathletik-Weltmeisterschaften 1995
| Medaillenspiegel (Endstand nach 44 Entscheidungen) | Medaillenspiegel (Endstand nach 44 Entscheidungen) | Medaillenspiegel (Endstand nach 44 Entscheidungen) | Medaillenspiegel (Endstand nach 44 Entscheidungen) | Medaillenspiegel (Endstand nach 44 Entscheidungen) | Medaillenspiegel (Endstand nach 44 Entscheidungen) |
| Platz                                              | Land                                               | G                                                  | S                                                  | B                                                  | Gesamt                                             |
| -------------------------------------------------- | -------------------------------------------------- | -------------------------------------------------- | -------------------------------------------------- | -------------------------------------------------- | -------------------------------------------------- |
| 1                                                  | USA                                                | 12                                                 | 2                                                  | 5                                                  | 19                                                 |
| 2                                                  | Belarus                                            | 2                                                  | 3                                                  | 2                                                  | 7                                                  |
| 3                                                  | Deutschland                                        | 2                                                  | 2                                                  | 2                                                  | 6                                                  |
| 3                                                  | Italien                                            | 2                                                  | 2                                                  | 2                                                  | 6                                                  |
| 5                                                  | Kuba                                               | 2                                                  | 2                                                  | –                                                  | 4                                                  |
| 6                                                  | Kenia                                              | 2                                                  | 1                                                  | 3                                                  | 6                                                  |
| 7                                                  | Kanada                                             | 2                                                  | 1                                                  | 1                                                  | 4                                                  |
| 7                                                  | Portugal                                           | 2                                                  | 1                                                  | 1                                                  | 4                                                  |
| 9                                                  | Ukraine                                            | 2                                                  | –                                                  | 1                                                  | 3                                                  |
| 10                                                 | Algerien                                           | 2                                                  | –                                                  | –                                                  | 2                                                  |
| Vollständiger Medaillenspiegel                     |                                                    |                                                    |                                                    |                                                    |                                                    |

Die 5. Leichtathletik-Weltmeisterschaften fanden vom 5. bis 13. August 1995 in der schwedischen Stadt Göteborg statt. Die Wettkämpfe wurden im Ullevi-Stadion ausgetragen. Es nahmen 1804 Athleten aus 191 Ländern teil.

## Überblick
Zum ersten Mal fanden Leichtathletik-Weltmeisterschaften schon zwei Jahre nach der vorherigen Austragung statt. Dieser Veranstaltungsturnus wurde anschließend beibehalten. Jeweils in den Jahren mit ungeraden Zahlen zwischen den Olympischen Spielen und den Leichtathletik-Europameisterschaften fanden nun diese Weltmeisterschaften statt, womit für die Athleten in jedem Jahr ein besonderer internationaler Höhepunkt auf dem Programm stand.
Schweden war zum ersten und bislang einzigen Mal Gastgeber der Leichtathletik-Weltmeisterschaften.

## Teilnehmende Nationen
In Klammern die Anzahl der gemeldeten Teilnehmer.
- Albanien (2)
- Algerien (7)
- Australien (43)
- Brasilien (28)
- Deutschland (82)
- Griechenland (21)
- Kroatien (4)
- Liechtenstein (2)
- Luxemburg (1)
- Mexiko (31)
- Norwegen (21)
- Österreich (8)
- Namibia (3)
- Nauru (1)
- Sambia (4)
- Schweiz (12)
- Suriname (1)

## Wettbewerbe
Im Frauenprogramm wurde der 3000-Meter-Lauf abgelöst durch das Rennen über 5000 Meter.
Ansonsten gab es keine Änderungen im Wettbewerbsangebot.
So für gab es die Frauen weiterhin Defizite im Vergleich zu den Männer-Wettbewerben.
- Bereich Lauf:
  - Es fehlte noch der 3000-Meter-Hindernislauf, der erst 2005 ins Frauen-WM-Programm aufgenommen wurde.
- Bereich Gehen:
  - Anstelle des 20-km-Gehens wurde der Wettbewerb über die Distanz von zehn Kilometern ausgetragen. 1999 wurde die Streckenlänge auf die bei den Männern schon lange üblichen 20 Kilometer angehoben.
  - Es fehlte das 50-km-Gehen, das 2017 ins Frauen-WM-Programm kam.
- Im Bereich Sprung fehlte im Frauenprogramm weiterhin eine Disziplin:
  - Stabhochsprung – ab 1999 im Frauen-WM-Programm
- Im Bereich Stoß/Wurf fehlte ebenfalls eine Disziplin:
  - Hammerwurf – ab 1999 im Frauen-WM-Programm

## Sportliche Leistungen
Auch die fünfte Austragung der Leichtathletik-Weltmeisterschaften war von einem hohen Leistungsniveau geprägt.
- Es gab drei neue Weltrekorde:
  - Dreisprung Männer – Jonathan Edwards (Großbritannien): 18,29 m
  - 400 Meter Hürden Frauen – Kim Batten (USA): 52,61 s
  - Dreisprung Frauen – Inessa Krawez (Ukraine): 15,50 m
- Es wurden acht weitere Kontinentalrekorde aufgestellt:
  - 400 Meter Hürden Männer – Kazuhiko Yamazaki (Japan): Asienrekord in 48,37 s
  - 3000 Meter Hindernis Männer – Saad Shaddad Al-Asmari (Saudi-Arabien): Asienrekord in 8:12,95 min
  - 4 × 100 m Männer – Australien (Paul Henderson, Tim Jackson, Steve Brimacombe, Damien Marsh): Ozeanienrekord in 38,28 s
  - 4 × 100 m Männer – Australien (Paul Henderson, Tim Jackson, Steve Brimacombe, Damien Marsh): Ozeanienrekord in 38,17 s
  - 4 × 100 m Männer – Brasilien (André da Silva, Sidnei Telles De Souza, Édson Ribeiro, Robson da Silva): Südamerikarekord in 38,85 s
  - 4 × 100 m Männer – Brasilien (André da Silva, Sidnei Telles De Souza, Édson Ribeiro, Robson da Silva): Südamerikarekord in 38,48 s
  - 4 × 100 m Männer – Japan (Hisatsugu Suzuki, Kōji Itō, Satoru Inoue, Yoshitaka Itô): Asienrekord in 38,67 s
  - 800 Meter Frauen – Letitia Vriesde (Suriname): Südamerikarekord in 1:56,68 min
- Außerdem war ein Landesrekord zu verzeichnen:
  - 400 Meter Hürden Frauen – Deon Hemmings (Jamaika): 53,48 s
- Darüber hinaus wurden neun Weltmeisterschaftsrekorde in acht Disziplinen verbessert.

## Erfolgreichste Sportler
- Folgende Athleten errangen mindestens zwei Goldmedaillen:
  - Michael Johnson, (USA) – 3-mal Gold: 200 Meter, 400 Meter, 4 × 400 m
  - Donovan Bailey, (Kanada) – 2-mal Gold: 100 Meter, 4 × 100 m
  - Gwen Torrence (USA) – 2-mal Gold: 100 Meter, 4 × 100 m
- Folgende Weltmeister waren bereits bei vorangegangenen Weltmeisterschaften siegreich:
  - Michael Johnson, (USA) – 200 Meter / 400 Meter / 4 × 400 m: 1991 siegreich über 200 Meter, 1993 siegreich über 400 Meter / 4 × 400 m, damit jetzt sechsfacher Weltmeister
  - Serhij Bubka, (Ukraine) – Stabhochsprung: fünfter Sieg in Folge, bei den ersten drei Erfolgen für die Sowjetunion am Start
  - Noureddine Morceli, (Algerien) – 1500 Meter: dritter Sieg in Folge
  - Moses Kiptanui, (Kenia) – 3000 Meter Hindernis: dritter Sieg in Folge
  - Lars Riedel, (Deutschland) – Diskuswurf: dritter Sieg in Folge
  - Dan O’Brien, (USA) – Zehnkampf: dritter Sieg in Folge
  - Merlene Ottey, (Jamaika) – 200 Meter: zweiter Sieg in Folge, außerdem 1991 Gold über 4 × 100 m
  - Jearl Miles Clark, (USA) – 4 × 400 m: 1993 zweiter Sieg in Folge, außerdem 1993 Gold über 400 Meter
  - Haile Gebrselassie, (Äthiopien) – 10.000 Meter: zweiter Sieg in Folge
  - Jan Železný, (Tschechien) – Speerwurf: zweiter Sieg in Folge
  - Ismael Kirui, (Kenia) – 5000 Meter: zweiter Sieg in Folge
  - Andrei Abduwalijew, (Tadschikistan) – Hammerwurf: zweiter Sieg in Folge
  - Marie-José Pérec, (Frankreich) – 400 Meter: zweiter Sieg nach 1991
  - Hassiba Boulmerka, (Algerien) – 1500 Meter: zweiter Sieg nach 1991
  - Gail Devers, (USA) – 100 Meter Hürden, 1993 Gold über 100 Meter
  - Gwen Torrence (USA) – 200 Meter, 1993 Gold über 4 × 400 m

## Doping
Bei diesen Weltmeisterschaften gab es keinen einzigen offiziell festgestellten Dopingfall.

## Resultate Männer

### 100 m
| Platz | Athlet           | Land | Zeit (s) |
| ----- | ---------------- | ---- | -------- |
| 1     | Donovan Bailey   | CAN  | 09,97    |
| 2     | Bruny Surin      | CAN  | 10,03    |
| 3     | Ato Boldon       | TRI  | 10,03    |
| 4     | Frank Fredericks | NAM  | 10,07    |
| 5     | Michael Marsh    | USA  | 10,10    |
| 6     | Linford Christie | GBR  | 10,12    |
| 7     | Olapade Adeniken | NGR  | 10,20    |
| 8     | Raymond Stewart  | JAM  | 10,29    |

Finale: 6. August, 18:55 Uhr
Wind: +1,0 m/s

### 200 m

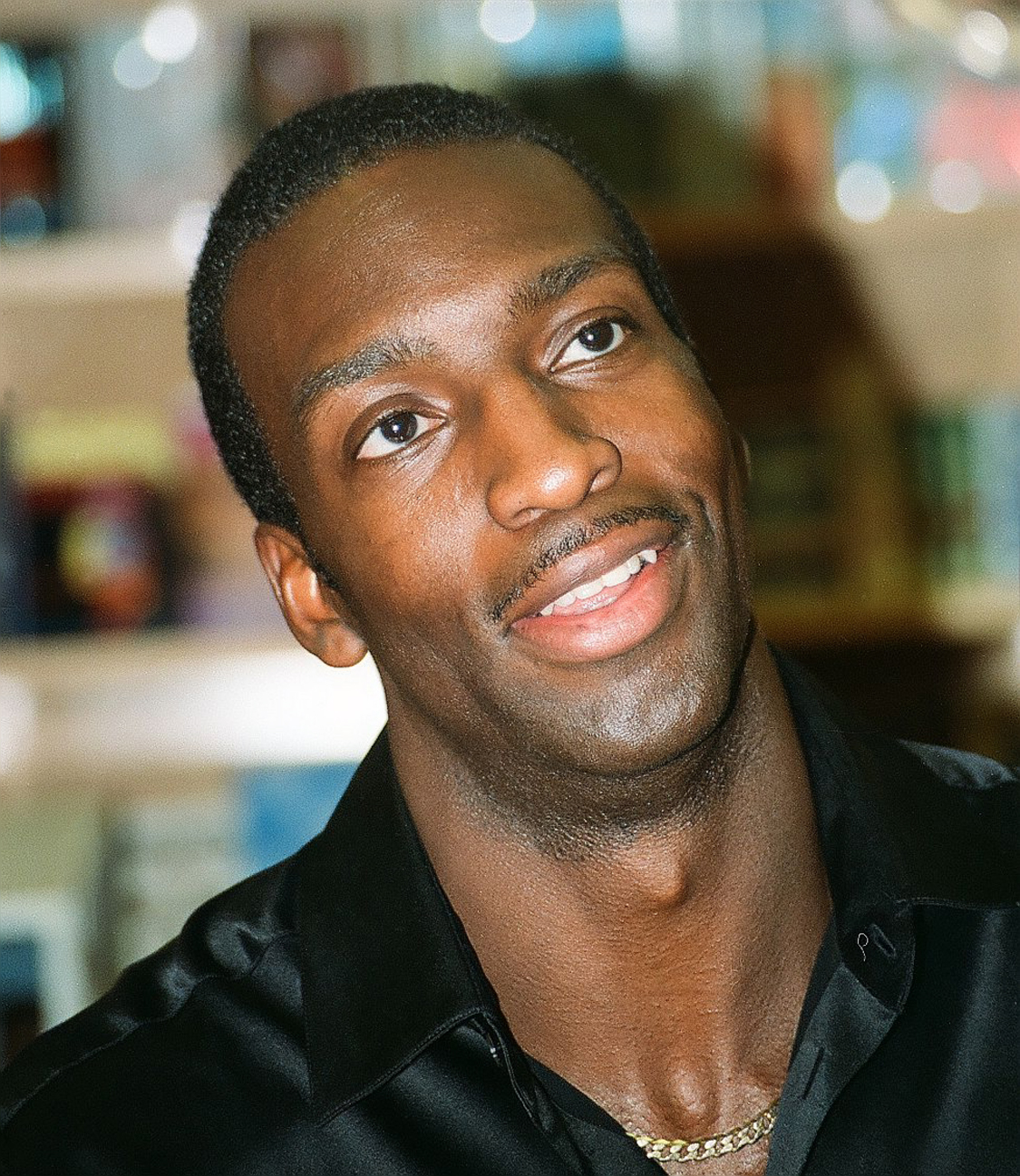
Michael Johnson errang seine WM-Titel vier bis sieben (200 / 400 m / 4 × 400 m)

| Platz | Athlet             | Land | Zeit (s) |
| ----- | ------------------ | ---- | -------- |
| 1     | Michael Johnson    | USA  | 19,79 CR |
| 2     | Frank Fredericks   | NAM  | 20,12    |
| 3     | Jeff Williams      | USA  | 20,18    |
| 4     | Robson da Silva    | BRA  | 20,21    |
| 5     | Claudinei da Silva | BRA  | 20,40    |
| 6     | Geir Moen          | NOR  | 20,51    |
| 7     | John Regis         | GBR  | 20,67    |
| 8     | Iván García        | CUB  | 20,77    |

Finale: 11. August, 19:45 Uhr
Wind: +0,5 m/s

### 400 m

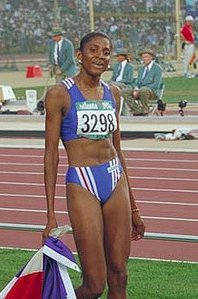
Weltmeisterin Marie-José Pérec dominierte in diesen Jahren über 200 und 400 Meter

| Platz | Athlet           | Land | Zeit (s) |
| ----- | ---------------- | ---- | -------- |
| 1     | Michael Johnson  | USA  | 43,39 CR |
| 2     | Harry Reynolds   | USA  | 44,22    |
| 3     | Gregory Haughton | JAM  | 44,56    |
| 4     | Samson Kitur     | KEN  | 44,71    |
| 5     | Mark Richardson  | GBR  | 44,81    |
| 6     | Darnell Hall     | USA  | 44,83    |
| 7     | Roger Black      | GBR  | 45,28    |
| 8     | Sunday Bada      | NGR  | 45,50    |

Finale: 9. August, 18:20 Uhr

### 800 m

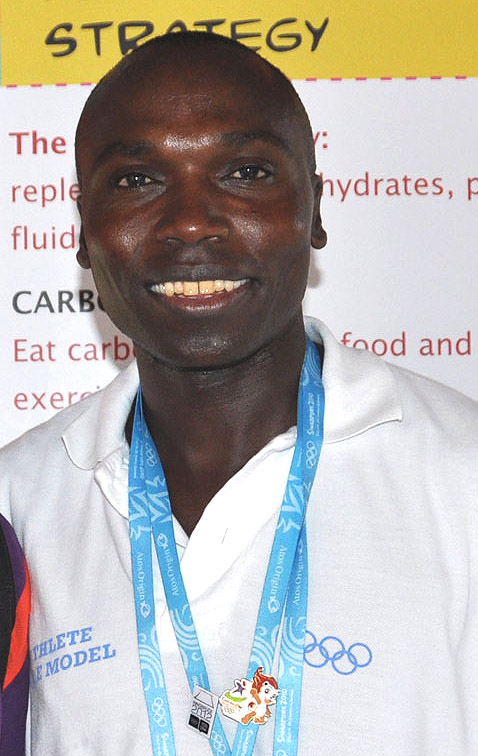
Wilson Kipketer (hier im Jahr 2010) gewann den 800-Meter-Lauf – das wiederholte er noch zweimal

| Platz | Athlet               | Land | Zeit (min) |
| ----- | -------------------- | ---- | ---------- |
| 1     | Wilson Kipketer      | DEN  | 1:45,08    |
| 2     | Arthémon Hatungimana | BDI  | 1:45,64    |
| 3     | Vebjørn Rodal        | NOR  | 1:45,68    |
| 4     | Nico Motchebon       | GER  | 1:45,97    |
| 5     | Brandon Rock         | USA  | 1:46,42    |
| 6     | Jose Parrilla        | USA  | 1:46,44    |
| 7     | Andrea Giocondi      | ITA  | 1:47,78    |
| 8     | Mark Everett         | USA  | 1:53,12    |

Finale: 8. August, 18:10 Uhr

### 1500 m
| Platz | Athlet                | Land | Zeit (min) |
| ----- | --------------------- | ---- | ---------- |
| 1     | Noureddine Morceli    | ALG  | 3:33,73    |
| 2     | Hicham El Guerrouj    | MAR  | 3:35,28    |
| 3     | Vénuste Niyongabo     | BDI  | 3:35,56    |
| 4     | Rachid El Basir       | MAR  | 3:35,96    |
| 5     | Kevin Sullivan        | CAN  | 3:36,73    |
| 6     | Abdelkader Chékhémani | FRA  | 3:36,90    |
| 7     | Mohamed Suleiman      | QAT  | 3:36,96    |
| 8     | Fermín Cacho          | ESP  | 3:37,02    |

Finale: 13. August, 16:20 Uhr

### 5000 m

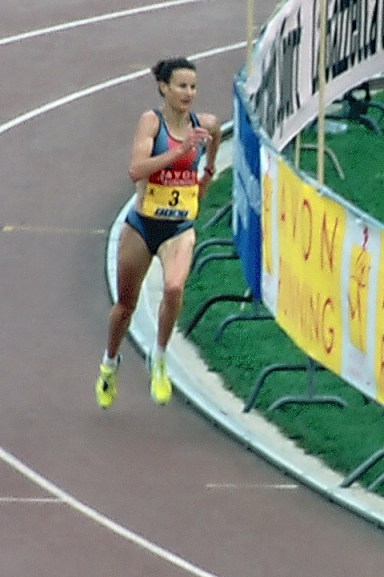
Sonia O’Sullivan, nach WM-Silber 1993 über 1500 m und EM-Gold 1994 über 3000 m gab es nun Gold über 5000 m

| Platz | Athlet         | Land | Zeit (min) |
| ----- | -------------- | ---- | ---------- |
| 1     | Ismael Kirui   | KEN  | 13:16,77   |
| 2     | Khalid Boulami | MAR  | 13:17,15   |
| 3     | Shem Kororia   | KEN  | 13:17,59   |
| 4     | Ismaïl Sghyr   | MAR  | 13:17,86   |
| 5     | Brahim Lahlafi | MAR  | 13:18,89   |
| 6     | Worku Bikila   | ETH  | 13:20,12   |
| 7     | Bob Kennedy    | USA  | 13:32,10   |
| 8     | Fita Bayisa    | ETH  | 13:34,52   |

Finale: 13. August, 17:15 Uhr

### 10.000 m

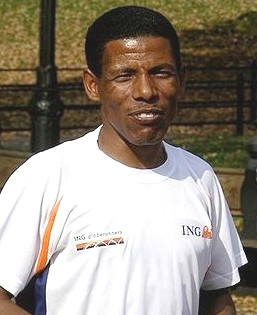
Erneuter Sieg für Titelverteidiger Haile Gebrselassie – viele weitere sollten noch folgen

| Platz | Athlet             | Land | Zeit (min)  |
| ----- | ------------------ | ---- | ----------- |
| 1     | Haile Gebrselassie | ETH  | 27:12,95 CR |
| 2     | Khalid Skah        | MAR  | 27:14,53    |
| 3     | Paul Tergat        | KEN  | 27:14,70    |
| 4     | Salah Hissou       | MAR  | 27:19,30    |
| 5     | Josephat Machuka   | KEN  | 27:23,72    |
| 6     | Joseph Kimani      | KEN  | 27:30,02    |
| 7     | Stéphane Franke    | GER  | 27:48,88    |
| 8     | Paulo Guerra       | POR  | 27:52,55    |

Finale: 8. August, 18:35 Uhr

### Marathon
| Platz | Athlet                  | Land | Zeit (h) |
| ----- | ----------------------- | ---- | -------- |
| 1     | Martín Fiz              | ESP  | 2:11:41  |
| 2     | Dionicio Cerón          | MEX  | 2:12:13  |
| 3     | Luíz Antônio dos Santos | BRA  | 2:12:49  |
| 4     | Peter Whitehead         | GBR  | 2:14:08  |
| 5     | Alberto Juzdado         | ESP  | 2:15:29  |
| 6     | Diego García            | ESP  | 2:15:34  |
| 7     | Richard Nerurkar        | GBR  | 2:15:47  |
| 8     | Steve Moneghetti        | AUS  | 2:16:13  |

Datum: 12. August, 14:00 Uhr

### 110 m Hürden

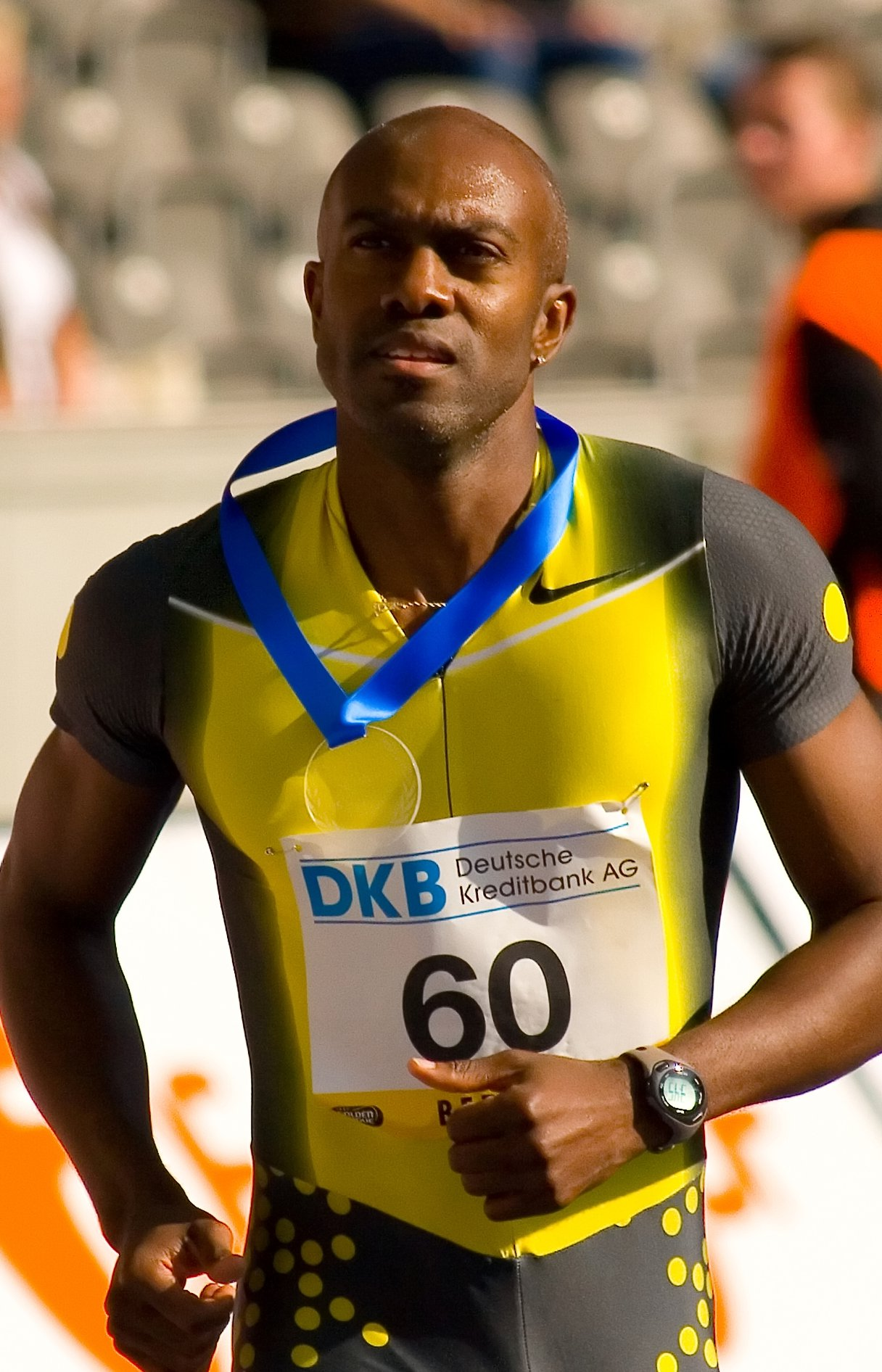
Favoritensieg für Allen Johnson – es war seine erste von vier WM-Goldmedaillen

| Platz | Athlet           | Land | Zeit (s) |
| ----- | ---------------- | ---- | -------- |
| 1     | Allen Johnson    | USA  | 13,00    |
| 2     | Tony Jarrett     | GBR  | 13,04    |
| 3     | Roger Kingdom    | USA  | 13,19    |
| 4     | Jack Pierce      | USA  | 13,27    |
| 5     | Kyle Vander-Kuyp | AUS  | 13,30    |
| 6     | Dan Philibert    | FRA  | 13,34    |
| 7     | Erik Batte       | CUB  | 13,38    |
| 8     | Emilio Valle     | CUB  | 13,43    |

Finale: 12. August, 20:05 Uhr
Wind: −0,1 m/s

### 400 m Hürden
| Platz | Athlet               | Land | Zeit (s) |
| ----- | -------------------- | ---- | -------- |
| 1     | Derrick Adkins       | USA  | 47,98    |
| 2     | Samuel Matete        | ZAM  | 48,03    |
| 3     | Stéphane Diagana     | FRA  | 48,14    |
| 4     | Ruslan Maschtschenko | RUS  | 48,83    |
| 5     | Sven Nylander        | SWE  | 48,84    |
| 6     | Ken Harnden          | ZIM  | 48,89    |
| 7     | Kazuhiko Yamazaki    | JPN  | 49,22    |
| 8     | Eronilde de Araújo   | BRA  | 49,86    |

Finale: 10. August, 17:05 Uhr

### 3000 m Hindernis
| Platz | Athlet                 | Land | Zeit (min) |
| ----- | ---------------------- | ---- | ---------- |
| 1     | Moses Kiptanui         | KEN  | 8:04,16 CR |
| 2     | Christopher Koskei     | KEN  | 8:09,30    |
| 3     | Saad Shaddad Al-Asmari | KSA  | 8:12,95 AS |
| 4     | Steffen Brand          | GER  | 8:14,37    |
| 5     | Angelo Carosi          | ITA  | 8:14,85    |
| 6     | Florin Ionescu         | ROM  | 8:15,44    |
| 7     | Wladimir Pronin        | RUS  | 8:16,59    |
| 8     | Martin Strege          | GER  | 8:18,57    |

Finale: 11. August, 17:30 Uhr

### 4 × 100 m Staffel
| Platz | Land       | Athleten | Zeit (s)                       |
| ----- | ---------- | --- | ------------------------------ |
| 1     | Kanada     | Robert Esmie Glenroy Gilbert Bruny Surin Donovan Bailey                                                                                     | 38,31                          |
| 2     | Australien | Paul Henderson Tim Jackson Steve Brimacombe Damien Marsh                                                                                    | 38,50                          |
| 3     | Italien    | Giovanni Puggioni Ezio Madonia Angelo Cipolloni Sandro Floris                                                                               | 39,07                          |
| 4     | Jamaika    | James Beckford (Finale) Michael Green Leon Gordon Raymond Stewart im Halbfinale außerdem: Robert Foster im Vorlauf außerdem: Warren Johnson | 39,10                          |
| 5     | Japan      | Hisatsugu Suzuki Kōji Itō Satoru Inoue Yoshitaka Itô                                                                                        | 39,33                          |
| 6     | Brasilien  | André da Silva Sidnei Telles de Souza Édson Ribeiro Robson da Silva                                                                         | 39,35                          |
| 7     | Ukraine    | Oleksij Tschychatschow Dmytro Wanjajikin Oleh Kramarenko Serhij Ossowytsch                                                                  | 39,39                          |
| DSQ   | Schweden   | Peter Karlsson Matias Ghansah Lars Hedner Tobias Karlsson                                                                                   | IAAF Rule 170.7: Wechselfehler |

Finale: 13. August, 16:35 Uhr

### 4 × 400 m Staffel
| Platz | Land           | Athleten | Zeit (min)                     |
| ----- | -------------- | --- | ------------------------------ |
| 1     | USA            | Marlon Ramsey Derek Mills Harry Reynolds (Finale) Michael Johnson (Finale) im Vorlauf außerdem: Kevin Lyles Darnell Hall | 2:57,32                        |
| 2     | Jamaika        | Michael McDonald Davian Clarke Danny McFarlane Gregory Haughton (Finale) im Vorlauf außerdem: Dennis Blake               | 2:59,88                        |
| 3     | Nigeria        | Udeme Ekpeyong Kunle Adejuyigbe Jude Monye Sunday Bada                                                                   | 3:03,18                        |
| 4     | Großbritannien | David McKenzie Mark Hylton Adrian Patrick Roger Black (Finale) im Vorlauf außerdem: Mark Richardson                      | 3:03,75                        |
| 5     | Polen          | Piotr Rysiukiewicz Paweł Januszewski Robert Maćkowiak Tomasz Jedrusik                                                    | 3:03,84                        |
| 6     | Kuba           | José Perez (Finale) Jorge Crusellas Omar Mena Norberto Téllez im Vorlauf außerdem: Iván García                           | 3:07,65                        |
| DSQ   | Deutschland    | Uwe Jahn Karsten Just Kai Karsten Rico Lieder                                                                            | IAAF Rule 163.3 Bahnübertreten |
| DNS   | Kenia          | Samson Kitur Julius Chepkwony Kennedy Ochieng (Finale) Charles Gitonga im Vorlauf außerdem: Abednego Matilu              |                                |

Finale: 13. August, 18:30 Uhr

### 20 km Gehen
| Platz | Athlet                 | Land | Zeit (h) |
| ----- | ---------------------- | ---- | -------- |
| 1     | Michele Didoni         | ITA  | 1:19:59  |
| 2     | Valentí Massana        | ESP  | 1:20:23  |
| 3     | Jauhen Missjulja       | BLR  | 1:20:48  |
| 4     | Ilja Markow            | RUS  | 1:21:28  |
| 5     | Li Zewen               | CHN  | 1:21:39  |
| 6     | Michail Schtschennikow | RUS  | 1:22:16  |
| 7     | Denis Langlois         | FRA  | 1:22:21  |
| 8     | Igor Kollár            | SVK  | 1:22:30  |

Datum: 6. August, 14:00 Uhr

### 50 km Gehen

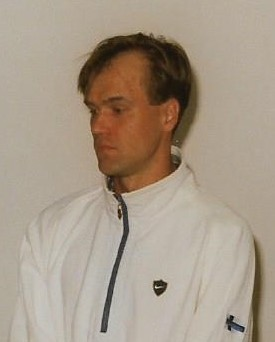
Diesmal errang Valentin Kononen, 1993 Vizeweltmeister, WM-Gold

| Platz | Athlet                 | Land | Zeit (h) |
| ----- | ---------------------- | ---- | -------- |
| 1     | Valentin Kononen       | FIN  | 3:43:42  |
| 2     | Giovanni Perricelli    | ITA  | 3:45:11  |
| 3     | Robert Korzeniowski    | POL  | 3:45:57  |
| 4     | Miguel Ángel Rodríguez | MEX  | 3:46:34  |
| 5     | Jesús Ángel García     | ESP  | 3:48:05  |
| 6     | Aleksandar Raković     | YUG  | 3:49:35  |
| 7     | Arturo Di Mezza        | ITA  | 3:49:46  |
| 8     | René Piller            | FRA  | 3:49:47  |

Datum: 10. August, 15:40 Uhr

### Hochsprung

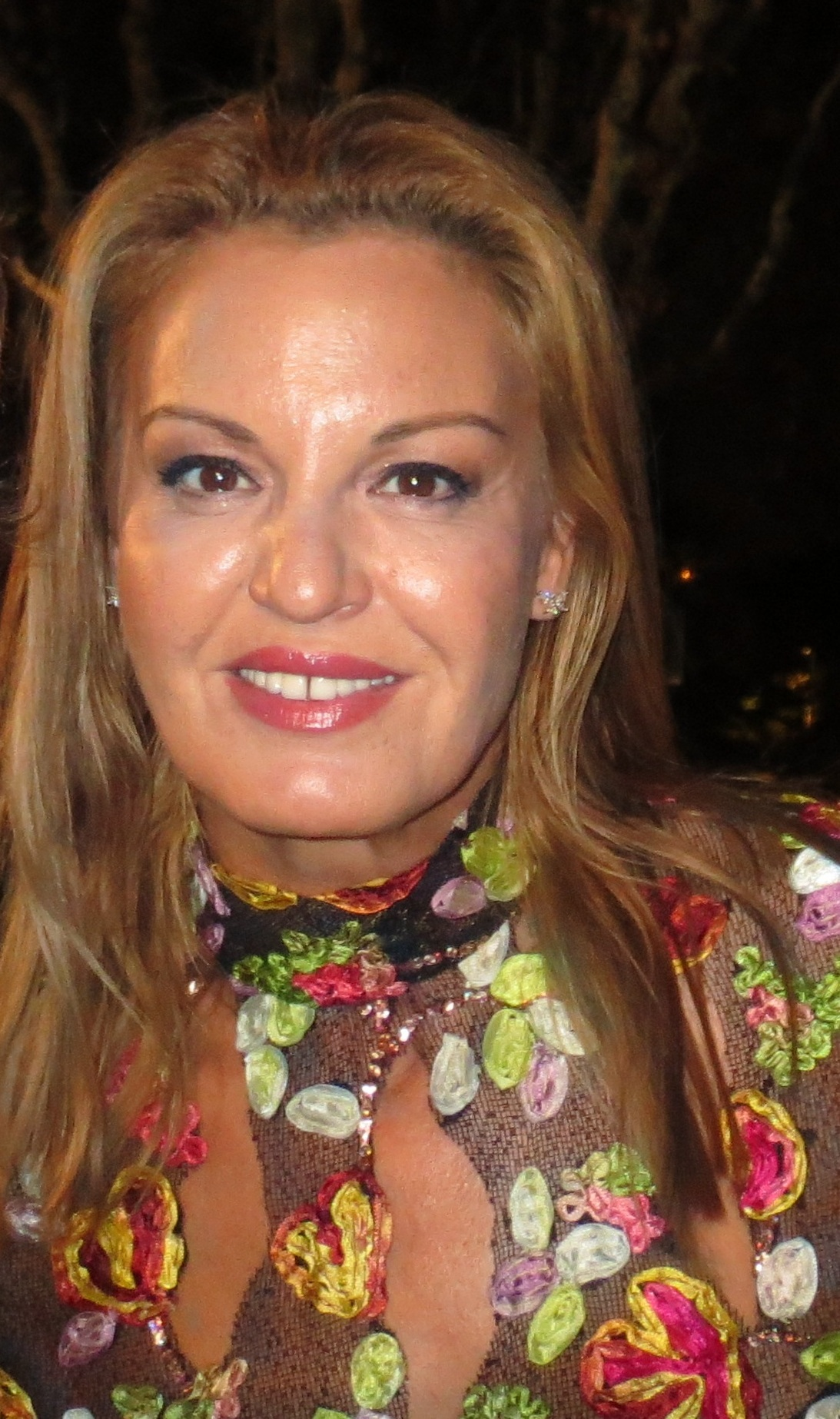
Acht Jahre nach ihrem ersten WM-Sieg wurde die Weltrekord-
inhaberin Stefka Kostadinowa (hier 2012) erneut Weltmeisterin

| Platz | Athlet            | Land | Höhe (m) |
| ----- | ----------------- | ---- | -------- |
| 1     | Troy Kemp         | BAH  | 2,37     |
| 2     | Javier Sotomayor  | CUB  | 2,37     |
| 3     | Artur Partyka     | POL  | 2,35     |
| 4     | Steve Smith       | GBR  | 2,35     |
| 4     | Steinar Hoen      | NOR  | 2,35     |
| 6     | Patrik Sjöberg    | SWE  | 2,32     |
| 7     | Tony Barton       | USA  | 2,29     |
| 8     | Dragutin Topić    | YUG  | 2,25     |
| 8     | Tim Forsyth       | AUS  | 2,25     |
| 8     | Jaroslaw Kotewicz | POL  | 2,25     |

Finale: 8. August, 16:30 Uhr

### Stabhochsprung
| Platz | Athlet           | Land | Höhe (m) |
| ----- | ---------------- | ---- | -------- |
| 1     | Serhij Bubka     | UKR  | 5,92     |
| 2     | Maxim Tarassow   | RUS  | 5,86     |
| 3     | Jean Galfione    | FRA  | 5,86     |
| 4     | Okkert Brits     | RSA  | 5,80     |
| 5     | Rodion Gataullin | RUS  | 5,70     |
| 6     | Scott Huffman    | USA  | 5,70     |
| 7     | Igor Trandenkow  | RUS  | 5,70     |
| 8     | Dean Starkey     | USA  | 5,60     |

Finale: 11. August, 16:15 Uhr

### Weitsprung
| Platz | Athlet                  | Land | Weite (m) |
| ----- | ----------------------- | ---- | --------- |
| 1     | Iván Pedroso            | CUB  | 8,70      |
| 2     | James Beckford          | JAM  | 8,30      |
| 3     | Mike Powell             | USA  | 8,29      |
| 4     | Georg Ackermann         | GER  | 8,14      |
| 5     | Bogdan Tudor            | ROM  | 8,01      |
| 6     | Konstandinos Koukodimos | GRE  | 8,00      |
| 7     | Huang Geng              | CHN  | 7,94      |
| 8     | Iwajlo Mladenow         | BUL  | 7,93      |

Finale: 12. August, 17:40 Uhr

### Dreisprung

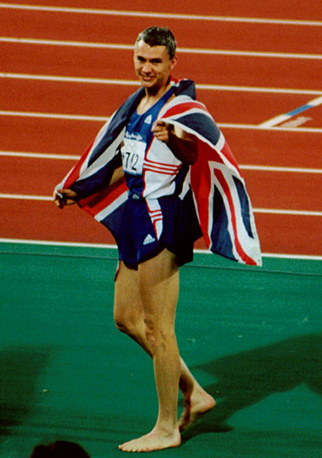
Weltmeister Jonathan Edwards gelang der erste reguläre Sprung über die 18-Meter-Marke hinaus

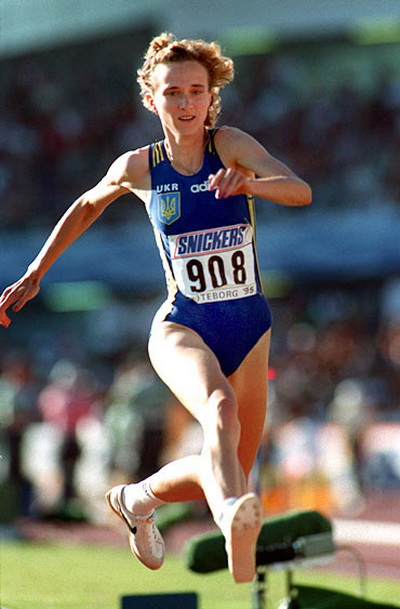
Inessa Krawez siegte mit Weltrekord

| Platz | Athlet           | Land | Weite (m) |
| ----- | ---------------- | ---- | --------- |
| 1     | Jonathan Edwards | GBR  | 18,29 WR  |
| 2     | Brian Wellman    | BER  | 17,62     |
| 3     | Jérôme Romain    | DMA  | 17,59     |
| 4     | Yoelbi Quesada   | CUB  | 17,59     |
| 5     | Yoel García      | CUB  | 17,16     |
| 6     | James Beckford   | JAM  | 17,13     |
| 7     | Mike Conley Sr.  | USA  | 16,96     |
| 8     | Galin Georgiew   | BUL  | 16,93     |

Finale: 7. August, 17:20 Uhr

### Kugelstoßen
| Platz | Athlet               | Land | Weite (m) |
| ----- | -------------------- | ---- | --------- |
| 1     | John Godina          | USA  | 21,47     |
| 2     | Mika Halvari         | FIN  | 20,93     |
| 3     | Randy Barnes         | USA  | 20,41     |
| 4     | Oleksandr Bahatsch   | UKR  | 20,38     |
| 5     | Brent Noon           | USA  | 20,13     |
| 6     | Oliver-Sven Buder    | GER  | 20,11     |
| 7     | Roman Wirastjuk      | UKR  | 19,66     |
| 8     | Dsmitryj Hantscharuk | BLR  | 19,38     |

Finale: 9. August, 18:30 Uhr

### Diskuswurf

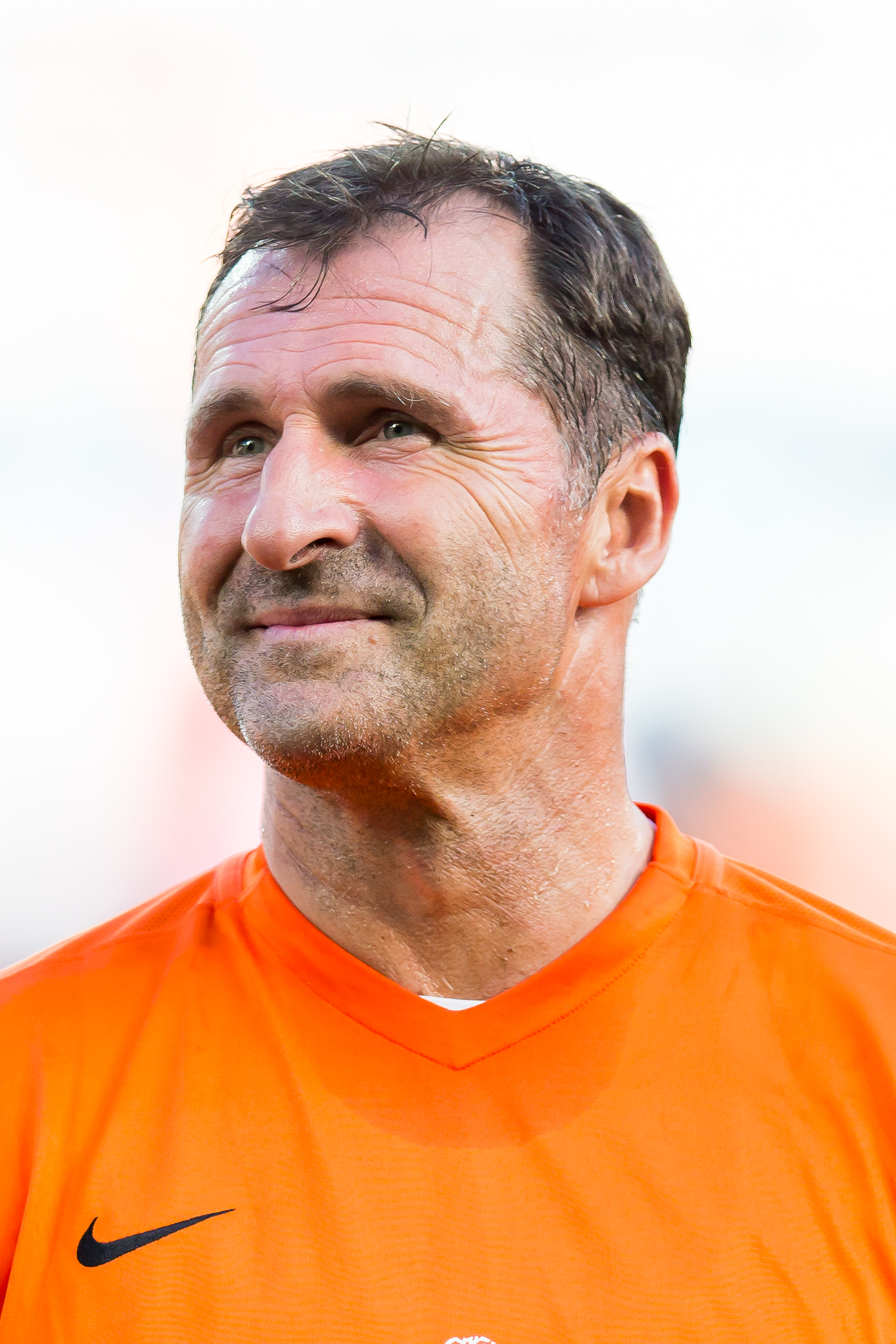
Seinen dritten WM-Sieg in Folge feierte Lars Riedel (Foto: 2016) – zwei weitere hatte er noch vor sich

| Platz | Athlet                    | Land | Weite (m) |
| ----- | ------------------------- | ---- | --------- |
| 1     | Lars Riedel               | GER  | 68,76 CR  |
| 2     | Uladsimir Dubrouschtschyk | BLR  | 65,98     |
| 3     | Wassil Kapzjuch           | BLR  | 65,88     |
| 4     | Attila Horváth            | HUN  | 65,72     |
| 5     | Jürgen Schult             | GER  | 64,44     |
| 6     | Adewale Olukoju           | NGR  | 63,66     |
| 7     | Alexis Elizalde           | CUB  | 63,28     |
| 8     | Dmitri Schewtschenko      | RUS  | 63,18     |

Finale: 11. August, 17:50 Uhr

### Hammerwurf
| Platz | Athlet             | Land | Weite (m) |
| ----- | ------------------ | ---- | --------- |
| 1     | Andrei Abduwalijew | TJK  | 81,56     |
| 2     | Ihar Astapkowitsch | BLR  | 81,10     |
| 3     | Tibor Gécsek       | HUN  | 80,98     |
| 4     | Balázs Kiss        | HUN  | 79,02     |
| 5     | Lance Deal         | USA  | 78,66     |
| 6     | Sjarhej Alaj       | BLR  | 76,66     |
| 7     | Ilja Konowalow     | RUS  | 76,50     |
| 8     | Alexandr Selesnjow | RUS  | 76,16     |

Finale: 6. August, 14:15 Uhr

### Speerwurf
| Platz | Athlet         | Land | Weite (m) |
| ----- | -------------- | ---- | --------- |
| 1     | Jan Železný    | CZE  | 89,58     |
| 2     | Steve Backley  | GBR  | 86,30     |
| 3     | Boris Henry    | GER  | 86,08     |
| 4     | Raymond Hecht  | GER  | 83,30     |
| 5     | Dag Wennlund   | SWE  | 82,04     |
| 6     | Mick Hill      | GBR  | 81,06     |
| 7     | Juri Rybin     | RUS  | 81,00     |
| 8     | Andreas Linden | GER  | 80,76     |

Finale: 13. August, 16:00 Uhr

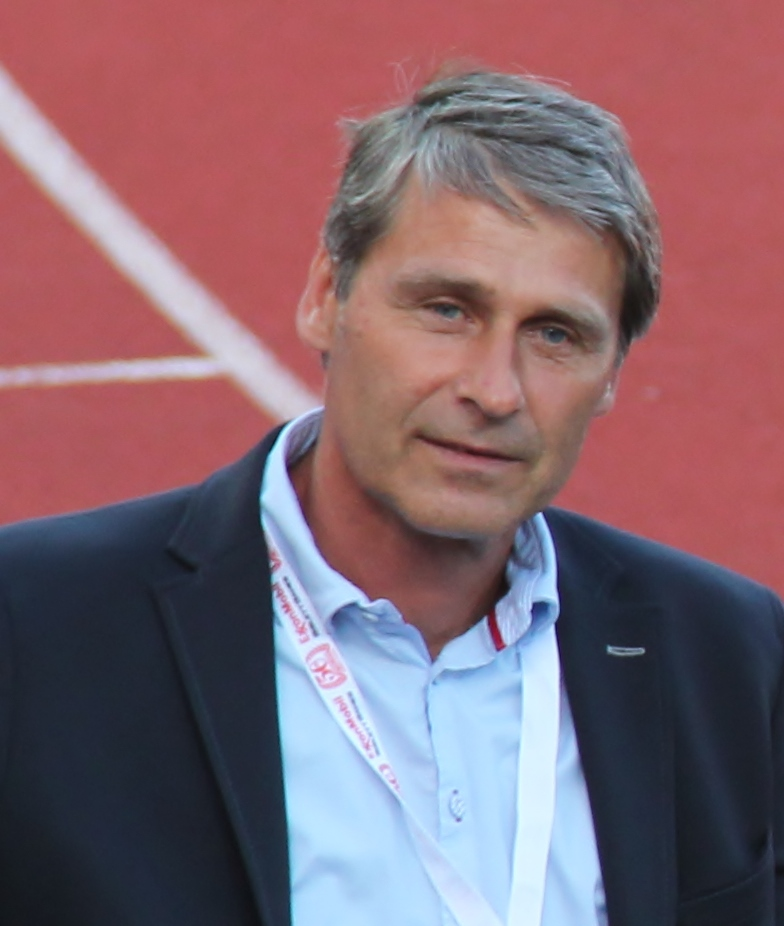
Jan Železný (Foto: 2015) verteidigte seinen Titel – am Ende seiner Karriere hatte er je drei WM- und Olympiasiege gesammelt

In der Qualifikation zwei Tage zuvor hatte der spätere Weltmeister Jan Železný mit 90,12 m einen neuen Weltmeisterschaftsrekord aufgestellt.

### Zehnkampf
| Platz | Athlet            | Land | Punkte |
| ----- | ----------------- | ---- | ------ |
| 1     | Dan O’Brien       | USA  | 8695   |
| 2     | Eduard Hämäläinen | BLR  | 8489   |
| 3     | Mike Smith        | CAN  | 8419   |
| 4     | Erki Nool         | EST  | 8268   |
| 5     | Tomáš Dvořák      | CZE  | 8236   |
| 6     | Christian Plaziat | FRA  | 8206   |
| 7     | Lew Lobodin       | UKR  | 8196   |
| 8     | Chris Huffins     | USA  | 8193   |

Datum: 6. und 7. August

## Resultate Frauen

### 100 m
| Platz | Athletin               | Land | Zeit (s) |
| ----- | ---------------------- | ---- | -------- |
| 1     | Gwen Torrence          | USA  | 10,85    |
| 2     | Merlene Ottey          | JAM  | 10,94    |
| 3     | Irina Priwalowa        | RUS  | 10,96    |
| 4     | Carlette Guidry        | USA  | 11,07    |
| 5     | Schanna Pintussewytsch | UKR  | 11,07    |
| 6     | Melanie Paschke        | GER  | 11,10    |
| 7     | Mary Onyali            | NGR  | 11,15    |
| 8     | Juliet Cuthbert        | JAM  | 11,44    |

Finale: 7. August, 19:25 Uhr
Wind: +0,9 m/s

### 200 m
| Platz | Athletin            | Land | Zeit (s)                         |
| ----- | ------------------- | ---- | -------------------------------- |
| 1     | Merlene Ottey       | JAM  | 22,12                            |
| 2     | Irina Priwalowa     | RUS  | 22,12                            |
| 3     | Galina Maltschugina | RUS  | 22,37                            |
| 4     | Melanie Paschke     | GER  | 22,60                            |
| 5     | Silke-Beate Knoll   | GER  | 22,66                            |
| 6     | Mary Onyali         | NGR  | 22,71                            |
| 7     | Marina Trandenkowa  | RUS  | 22,84                            |
| DSQ   | Gwen Torrence       | USA  | IAAF Rule 163.3 – Bahnübertreten |

Finale: 10. August, 18:35 Uhr
Wind: −2,2 m/s

### 400 m
| Platz | Athletin         | Land | Zeit (s) |
| ----- | ---------------- | ---- | -------- |
| 1     | Marie-José Pérec | FRA  | 49,28    |
| 2     | Pauline Davis    | BAH  | 49,96    |
| 3     | Jearl Miles      | USA  | 50,00    |
| 4     | Cathy Freeman    | AUS  | 50,60    |
| 5     | Fatima Yusuf     | NGR  | 50,70    |
| 6     | Falilat Ogunkoya | NGR  | 50,77    |
| 7     | Maicel Malone    | USA  | 50,99    |
| 8     | Sandie Richards  | JAM  | 51,13    |

Finale: 8. August, 19:30 Uhr

### 800 m
| Platz | Athletin           | Land | Zeit (min) |
| ----- | ------------------ | ---- | ---------- |
| 1     | Ana Fidelia Quirot | CUB  | 1:56,11    |
| 2     | Letitia Vriesde    | SUR  | 1:56,68 SR |
| 3     | Kelly Holmes       | GBR  | 1:56,96    |
| 4     | Patricia Djaté     | FRA  | 1:57,04    |
| 5     | Meredith Rainey    | USA  | 1:58,20    |
| 6     | Ellen van Langen   | NED  | 1:58,98    |
| 7     | Ljubow Gurina      | RUS  | 1:59,16    |
| 8     | Tatiana Grigorieva | RUS  | 2:05,55    |

Finale: 13. August, 16:55 Uhr

### 1500 m
| Platz | Athletin           | Land | Zeit (min) |
| ----- | ------------------ | ---- | ---------- |
| 1     | Hassiba Boulmerka  | ALG  | 4:02,42    |
| 2     | Kelly Holmes       | GBR  | 4:03,04    |
| 3     | Carla Sacramento   | POR  | 4:03,79    |
| 4     | Angela Chalmers    | CAN  | 4:04,74    |
| 5     | Ljudmila Borissowa | RUS  | 4:04,78    |
| 6     | Anna Brzezińska    | POL  | 4:05,65    |
| 7     | Ruth Wysocki       | USA  | 4:07,08    |
| 8     | Maite Zúñiga       | ESP  | 4:07,27    |

Finale: 9. August, 17:25 Uhr

### 5000 m
| Platz | Athletin           | Land | Zeit (min)  |
| ----- | ------------------ | ---- | ----------- |
| 1     | Sonia O’Sullivan   | IRL  | 14:46,47 CR |
| 2     | Fernanda Ribeiro   | POR  | 14:48,54    |
| 3     | Zahra Ouaziz       | MAR  | 14:53,77    |
| 4     | Gabriela Szabo     | ROM  | 14:56,57    |
| 5     | Paula Radcliffe    | GBR  | 14:57,02    |
| 6     | Marija Pantjuchowa | RUS  | 15:01,23    |
| 7     | Rose Cheruiyot     | KEN  | 15:02,45    |
| 8     | Gwen Griffiths     | RSA  | 15:08,05    |

Finale: 12. August, 18:50 Uhr

### 10.000 m
| Platz | Athletin         | Land | Zeit (min) |
| ----- | ---------------- | ---- | ---------- |
| 1     | Fernanda Ribeiro | POR  | 31:04,99   |
| 2     | Derartu Tulu     | ETH  | 31:08,10   |
| 3     | Tegla Loroupe    | KEN  | 31:17,66   |
| 4     | Maria Guida      | ITA  | 31:27,82   |
| 5     | Elana Meyer      | RSA  | 31:31,96   |
| 6     | Liz McColgan     | GBR  | 31:40,14   |
| 7     | Alla Schiljajewa | RUS  | 31:52,15   |
| 8     | Hiromi Suzuki    | JPN  | 31:54,01   |

Finale: 9. August, 19:10 Uhr

### Marathon
| Platz | Athletin              | Land | Zeit (h) |
| ----- | --------------------- | ---- | -------- |
| 1     | Maria Manuela Machado | POR  | 2:25:39  |
| 2     | Anuța Cătună          | ROM  | 2:26:25  |
| 3     | Ornella Ferrara       | ITA  | 2:30:11  |
| 4     | Małgorzata Sobańska   | POL  | 2:31:10  |
| 5     | Ritva Lemettinen      | FIN  | 2:31:19  |
| 6     | Mónica Pont           | ESP  | 2:31:53  |
| 7     | Linda Somers          | USA  | 2:32:12  |
| 8     | Sonja Krolik          | GER  | 2:32:17  |

Datum: 5. August, 15:10 Uhr
Aus Versehen ließen die Kampfrichter die Frauen zu Beginn des Wettkampfes nur drei anstatt der vorgesehenen vier Stadionrunden laufen. Die Strecke war daher um 400 Meter zu kurz. Somit waren die erzielten Leistungen nicht rekord- und nicht bestenlistenreif. Das hatte allerdings keine Konsequenzen für den Weltmeisterschaftsrekord, denn die Zeit der Siegerin Maria Manuela Machado war am Ende um 22 Sekunden langsamer als der bestehende WM-Rekord.

### 100 m Hürden

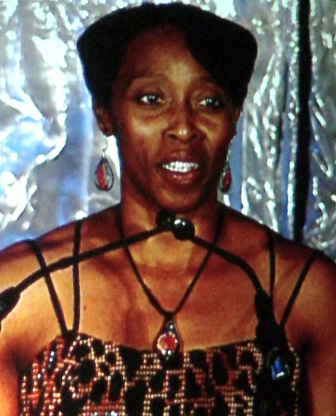
Weltmeisterin Gail Devers erhöhte ihre Erfolgsbilanz um einen weiteren Titel

| Platz | Athletin              | Land | Zeit (s) |
| ----- | --------------------- | ---- | -------- |
| 1     | Gail Devers           | USA  | 12,68    |
| 2     | Olga Schischigina     | KAZ  | 12,80    |
| 3     | Julija Graudyn        | RUS  | 12,85    |
| 4     | Tatjana Reschetnikowa | RUS  | 12,87    |
| 5     | Julie Baumann         | SUI  | 12,95    |
| 6     | Gillian Russell       | JAM  | 12,96    |
| 7     | Dionne Rose           | JAM  | 12,98    |
| 8     | Brigita Bukovec       | SLO  | 13,02    |

Finale: 6. August, 18:10 Uhr
Wind: +0,2 m/s

### 400 m Hürden
| Platz | Athletin              | Land | Zeit (s) |
| ----- | --------------------- | ---- | -------- |
| 1     | Kim Batten            | USA  | 52,61 WR |
| 2     | Tonja Buford          | USA  | 52,62    |
| 3     | Deon Hemmings         | JAM  | 53,48 NR |
| 4     | Heike Meißner         | GER  | 54,86    |
| 5     | Tetjana Tereschtschuk | UKR  | 54,94    |
| 6     | Silvia Rieger         | GER  | 55,01    |
| 7     | Ionela Târlea         | ROM  | 55,46    |
| 8     | Natalja Torschina     | KAZ  | 56,75    |

Finale: 11. August, 18:50 Uhr

### 4 × 100 m Staffel
| Platz | Land        | Athletinnen                                                                                                  | Zeit (s) |
| ----- | ----------- | --- | -------- |
| 1     | USA         | Celena Mondie-Milner Carlette Guidry Chryste Gaines Gwen Torrence (Finale) im Vorlauf außerdem: D’Andre Hill | 42,12    |
| 2     | Jamaika     | Dahlia Duhaney Juliet Cuthbert (Finale) Beverly McDonald Merlene Ottey im Vorlauf außerdem: Michelle Freeman | 42,25    |
| 3     | Deutschland | Melanie Paschke Silke Lichtenhagen Silke-Beate Knoll Gabriele Becker                                         | 43,01    |
| 4     | Bahamas     | Eldece Clarke-Lewis Debbie Ferguson Savatheda Fynes Pauline Davis                                            | 43,14    |
| 5     | Frankreich  | Odile Singa Frédérique Bangué Patricia Girard Delphine Combe                                                 | 43,35    |
| 6     | Finnland    | Jutta Kemila Sanna Hernesniemi Heidi Suomi Heli Koivula                                                      | 44,46    |
| 7     | Kolumbien   | Elia Manuela Mera Felipa Palacios Patricia Rodríguez Mirtha Brock                                            | 44,61    |
| DNF   | Russland    | Natalja Woronowa Galina Maltschugina Marina Trandenkowa Jekaterina Leschtschowa                              |          |

Finale: 13. August, 16:05 Uhr

### 4 × 400 m Staffel
| Platz | Land           | Athletinnen | Zeit (min)                      |
| ----- | -------------- | --- | ------------------------------- |
| 1     | USA            | Kim Graham Rochelle Stevens Camara Jones Jearl Miles (Finale) im Vorlauf außerdem: Nicole Green                              | 3:22,39                         |
| 2     | Russland       | Tatjana Tschebykina Swetlana Gontscharenko Julija Sotnikowa (Finale) Jelena Andrejewa im Vorlauf außerdem: Tatjana Sacharowa | 3:23,98                         |
| 3     | Australien     | Lee Naylor Renée Poetschka Melinda Gainsford-Taylor Cathy Freeman                                                            | 3:25,88                         |
| 4     | Deutschland    | Karin Janke Silke-Beate Knoll (Finale) Linda Kisabaka Uta Rohländer im Vorlauf außerdem: Sandra Kuschmann                    | 3:26,10                         |
| 5     | Großbritannien | Melanie Neef Stephanie Llewellyn Lorraine Hanson Georgina Oladapo                                                            | 3:26,89                         |
| 6     | Nigeria        | Olabisi Afolabi Falilat Ogunkoya Omolade Akinremi Fatima Yusuf                                                               | 3:27,85                         |
| 7     | Kuba           | Idalmis Bonne Ana Fidelia Quirot (Finale) Nancy McLeón Julia Duporty im Vorlauf außerdem: Surella Morales                    | 3:29,27                         |
| DSQ   | Jamaika        | Revoli Campbell Merlene Frazer Sandie Richards Deon Hemmings (Finale) im Vorlauf außerdem: Claudine Williams                 | IAAF Rule 163.3: Bahnübertreten |

Finale: 13. August, 17:55 Uhr

### 10 km Gehen
| Platz | Athletin             | Land | Zeit (min) |
| ----- | -------------------- | ---- | ---------- |
| 1     | Irina Stankina       | RUS  | 42:13 CR   |
| 2     | Elisabetta Perrone   | ITA  | 42:16      |
| 3     | Jelena Nikolajewa    | RUS  | 42:20      |
| 4     | Sari Essayah         | FIN  | 42:20      |
| 5     | Larissa Chmelnizkaja | RUS  | 42:25      |
| 6     | Rossella Giordano    | ITA  | 42:26      |
| 7     | Mária Rosza-Urbanik  | HUN  | 42:34      |
| 8     | Liu Hongyu           | CHN  | 42:46      |

Datum: 7. August, 17:25 Uhr

### Hochsprung
| Platz | Athletin             | Land | Höhe (m) |
| ----- | -------------------- | ---- | -------- |
| 1     | Stefka Kostadinowa   | BUL  | 2,01     |
| 2     | Alina Astafei        | GER  | 1,99     |
| 3     | Inha Babakowa        | UKR  | 1,99     |
| 4     | Tatjana Motkowa      | RUS  | 1,96     |
| 5     | Tazzjana Scheutschyk | BLR  | 1,96     |
| 6     | Hanne Haugland       | NOR  | 1,96     |
| 7     | Swetlana Lessewa     | BUL  | 1,93     |
| 8     | Amy Acuff            | USA  | 1,93     |
| 8     | Nele Zilinskiené     | LTU  | 1,93     |

Finale: 13. August, 15:15 Uhr

### Weitsprung
| Platz | Athletin              | Land | Weite (m) |
| ----- | --------------------- | ---- | --------- |
| 1     | Fiona May             | ITA  | 6,98      |
| 2     | Niurka Montalvo       | CUB  | 6,86      |
| 3     | Irina Muschailowa     | RUS  | 6,83      |
| 4     | Olga Rubljowa         | RUS  | 6,78      |
| 5     | Valentina Uccheddu    | ITA  | 6,76      |
| 6     | Jackie Joyner-Kersee  | USA  | 6,74      |
| 7     | Agata Karczmarek      | POL  | 6,71      |
| 8     | Wiktorija Werschynina | UKR  | 6,66      |

Finale: 6. August, 16:50 Uhr

### Dreisprung
| Platz | Athletin         | Land | Weite (m) |
| ----- | ---------------- | ---- | --------- |
| 1     | Inessa Krawez    | UKR  | 15,50 WR  |
| 2     | Iwa Prandschewa  | BUL  | 15,18     |
| 3     | Anna Birjukowa   | RUS  | 15,08     |
| 4     | Inna Lassowskaja | RUS  | 14,90     |
| 5     | Rodica Mateescu  | ROM  | 14,82     |
| 6     | Ren Ruiping      | CHN  | 14,25     |
| 7     | Schanna Gurejewa | BLR  | 14,22     |
| 8     | Barbara Lah      | ITA  | 14,18     |

Finale: 10. August, 16:55 Uhr

### Kugelstoßen
| Platz | Athletin          | Land | Weite (m) |
| ----- | ----------------- | ---- | --------- |
| 1     | Astrid Kumbernuss | GER  | 21,22     |
| 2     | Huang Zhihong     | CHN  | 20,04     |
| 3     | Swetla Mitkowa    | BUL  | 19,56     |
| 4     | Kathrin Neimke    | GER  | 19,30     |
| 5     | Sui Xinmei        | CHN  | 19,09     |
| 6     | Zhang Liuhong     | CHN  | 19,07     |
| 7     | Ramona Pagel      | USA  | 18,81     |
| 8     | Stephanie Storp   | GER  | 18,81     |

Finale: 5. August, 17:25 Uhr

### Diskuswurf
| Platz | Athletin             | Land | Weite (m) |
| ----- | -------------------- | ---- | --------- |
| 1     | Elina Swerawa        | BLR  | 68,64     |
| 2     | Ilke Wyludda         | GER  | 67,20     |
| 3     | Olga Tschernjawskaja | RUS  | 66,86     |
| 4     | Maritza Martén       | CUB  | 64,36     |
| 5     | Natalja Sadowa       | RUS  | 62,60     |
| 6     | Mette Bergmann       | NOR  | 62,48     |
| 7     | Franka Dietzsch      | GER  | 61,28     |
| 8     | Ljudmila Filimonowa  | BLR  | 61,16     |

Finale: 12. August, 17:00 Uhr

### Speerwurf
| Platz | Athletin             | Land | Weite (m) |
| ----- | -------------------- | ---- | --------- |
| 1     | Natallja Schykalenka | BLR  | 67,56     |
| 2     | Felicia Țilea        | ROM  | 65,22     |
| 3     | Mikaela Ingberg      | FIN  | 65,16     |
| 4     | Heli Rantanen        | FIN  | 65,04     |
| 5     | Joanna Stone         | AUS  | 63,74     |
| 6     | Tanja Damaske        | GER  | 62,32     |
| 7     | Isel López           | CUB  | 60,80     |
| 8     | Jekaterina Iwakina   | RUS  | 59,82     |

Finale: 8. August, 17:35 Uhr

### Siebenkampf
| Platz | Athletin             | Land | Punkte |
| ----- | -------------------- | ---- | ------ |
| 1     | Ghada Shouaa         | SYR  | 6651   |
| 2     | Swetlana Moskalez    | RUS  | 6575   |
| 3     | Rita Ináncsi         | HUN  | 6522   |
| 4     | Eunice Barber        | SLE  | 6340   |
| 5     | Kym Carter           | USA  | 6329   |
| 6     | Regla María Cárdenas | CUB  | 6306   |
| 7     | Denise Lewis         | GBR  | 6299   |
| 8     | Le Shundra Nathan    | USA  | 6258   |

Datum: 9. und 10. August